# Enver Ibërshimi
Enver Ibërshimi (* 30. November 1939 in Elbasan) ist ein ehemaliger albanischer Fußballspieler.

## Karriere

### Verein
Ibërshimi spielte von 1960 bis 1973 als Stürmer für KF Elbasani. In dieser Zeit erzielte er insgesamt 92 Ligatore.

### Nationalmannschaft
Sein Debüt für die albanische Nationalmannschaft gab Ibërshimi am 30. Oktober 1963 in einem Qualifikationsspiel zur Europameisterschaft  gegen Dänemark in Tirana. Dieses Spiel blieb sein einziger Einsatz für die A-Nationalmannschaft.